# Karen Sharpe

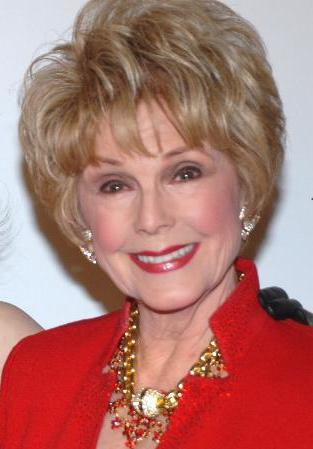
Karen Sharpe (2011)

Karen Kay Sharpe (* 20. Juli 1934 in San Antonio, Texas) ist eine US-amerikanische Schauspielerin. Sie war die dritte Ehefrau des Filmregisseurs Stanley Kramer und ist seit seinem Tod im Jahr 2001 dessen Nachlassverwalterin.

## Leben
Karen Sharpe wurde als Kind des aus Indiana stammenden Verkaufsleiters Howard Sharpe und dessen Frau Dorothy geboren. Sie nahm als Kind Tanzunterricht und zog nach ihrem Schulabschluss nach Kalifornien, um dort eine Laufbahn als Filmschauspielerin zu beginnen. Sharpe nahm Unterricht beim Balletttänzer und Choreografen Adolph Bolm.
Nach einigen Rollen an lokalen Theatern wurde Karen Sharpe von einem Talentagenten des Filmstudios Metro-Goldwyn-Mayer entdeckt, jedoch nicht unter Vertrag genommen. Sie sprach deshalb auch bei Columbia Pictures und den Universal Studios vor, während sie ihr Geld als Model und Darstellerin in Werbespots verdiente. Bekanntheit erlangte sie schließlich 1952 durch ihr Mitwirken im Kinofilm Army Bound.
Noch im selben Jahr erhielt die damals achtzehnjährige Sharpe schließlich eine kleine Rolle in dem von Columbia Pictures produzierten Film noir The Sniper. Ihre erste Hauptrolle folgte ebenfalls 1952 im Abenteuerfilm Bomba and the Jungle Girl. In den folgenden Jahren übernahm sie die weibliche Hauptrolle in mehreren Film noirs und Western sowie Nebenrollen in großen Produktionen wie Geknechtet und Es wird immer wieder Tag. 1955 wurde Sharpe für ihren Auftritt in Es wird immer wieder Tag gemeinsam mit Shirley MacLaine und Kim Novak mit einem Golden Globe als beste Nachwuchsdarstellerin ausgezeichnet.
In der 1964 erschienenen Komödie Der Tölpel vom Dienst war Sharpe als Filmpartnerin von Jerry Lewis zu sehen. Neben ihrer Filmkarriere spielte sie in zahlreichen Fernsehserien mit. So hatte Sharpe 1959 bis 1960 eine feste Rolle als Laura Thomas in der Westernserie Johnny Ringo. Hinzu kamen Gastauftritte in bekannten Serien wie Tausend Meilen Staub, Solo für O.N.C.E.L. und Bezaubernde Jeannie. 1967 beendete sie ihre Schauspielkarriere, war jedoch gemeinsam mit ihrer Tochter Kat Kramer 2019 im Kurzfilm Fate’s Shadow zu sehen.
Karen Sharpe war zweimal verheiratet. Eine 1957 geschlossene Ehe mit dem Schauspieler Chester Marshall junior wurde 1961 geschieden. 1966 heiratete sie den Regisseur und Filmproduzent Stanley Kramer († 2001), mit dem sie zwei gemeinsame Kinder – darunter die Schauspielerin Kat Kramer – hat. Sharpe verwaltet den Nachlass des Regisseurs, darunter die Stanley Kramer Library. In Zusammenarbeit mit der University of California, Los Angeles gründete sie den Stanley Kramer Award sowie den Stanley Kramer Fellowship Award, die beide an junge Filmemacher verliehen werden.

## Filmografie (Auswahl)
- 1952: The Sniper
- 1952: Strange Fascination
- 1952: Bomba and the jungle girl
- 1953: Geknechtet (The Vanquished)
- 1953: Mexican Manhunt

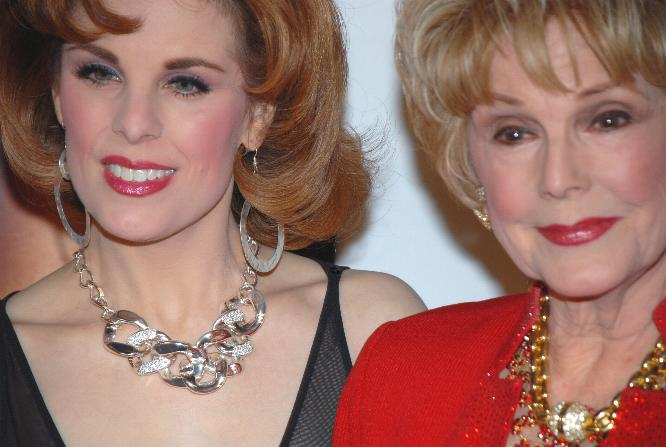
Karen Sharpe mit ihrer Tochter Kat Kramer (2011)

- 1954: Es wird immer wieder Tag (The High and the Mighty)
- 1955: Man with the Gun
- 1956: Man in the Vault
- 1956–1958: Matinee Theatre (Fernsehserie, neun Folgen)
- 1958: Brückenkopf Tarawa (Tarawa Beachhead)
- 1959–1960: Johnny Ringo (Fernsehserie, 17 Folgen)
- 1962/1963: Tausend Meilen Staub (Rawhide; Fernsehserie, zwei Folgen)
- 1963: Hawaiian Eye (Fernsehserie, eine Folge)
- 1964: Der Tölpel vom Dienst (The Disorderly Orderly)
- 1965: Solo für O.N.C.E.L. (The Man from U.N.C.L.E.; Fernsehserie, eine Folge)
- 1965: Bezaubernde Jeannie (I Dream of Jeannie; Fernsehserie zwei Folgen)
- 1967: Tal der Geheimnisse (Valley of Mystery; Kurzfilm)
- 2019: Fate’s Shadow (Kurzfilm)